# Adriano Ferreira Pinto
Pour les articles homonymes, voir Ferreira et Pinto.
Adriano Ferreira Pinto est un footballeur brésilien (né le 10 décembre 1979 à Quinta do Sol, dans le sud du Brésil), évoluant au poste de milieu de terrain.

## Biographie
Adriano Ferreira Pinto naît dans une famille très pauvre. Son père meurt lorsqu'il est âgé de quinze ans, ce qui le pousse à très tôt à travailler pour gagner de l'argent (comme maçon, ou en participant aux récoltes). Bien que n'ayant jamais fréquenté d'écoles de football, il fait un essai à l'União São João, en 3e division brésilienne, et est engagé. Il marque vingt-huit buts durant sa première saison professionnelle.
Dès 2001, il signe un contrat en Italie, à Lanciano en Serie C1. Il va rester trois saisons dans les Abruzzes, l'équipe se classant à chaque fois en première partie de tableau. Adriano Ferreira Pinto joue et marque avec régularité. En 2004, il gravit un échelon et signe un contrat en Serie B à Pérouse. Titulaire le plus souvent, il réitère d'excellentes performances. L'équipe, 4e au championnat régulier, n'est éliminé qu'en finale de play-off par le Torino FC (1-2, 1-0).
L'année suivante, il rejoint l'entraîneur qui l'avait lancé à Lanciano, Fabrizio Castori au Cesena, en Serie B. Entraîné par la confiance de son entraîneur, il affiche encore d'excellentes statistiques et est un titulaire indétrônable. L'équipe se qualifie pour les play-off mais est sortie en demi-finale, par le Torino FC (1-1, 0-1), privé de montée pour raisons économiques.
En 2006, il arrive enfin en Serie A, en signant pour l'Atalanta. Sa première saison le voit titulaire, mais il enchaîne les bons matchs et les moins bons. Malgré ses trente-trois présences, il ne marque que deux petits buts. L'équipe termine à une très bonne 8e place. Sa deuxième saison, sous les ordres de Luigi Del Neri, est beaucoup plus réussi : il marque quatre buts et signe plusieurs passes décisives qui en font un joueur fondamental de l'équipe. Il a joué titulaire tous les trente-huit matchs du championnat. L'équipe termine 9e.
Sa troisième saison en Lombardie débute bien avec trois buts au terme de la phase aller. Mais une mauvaise blessure aux ligaments croisés va le contraindre à stopper prématurément la saison. Il aura joué vingt-six matchs pour trois buts. L'équipe termine 11e. Il ne fait sa rentrée qu'en novembre de la saison suivante, lors de la 13e journée. Il récupère bien vite sa place et à quatre journées de la fin, il cumule dix-neuf matchs pour trois buts. L'équipe luttait pour ne pas descendre.
En janvier 2013, il signe avec l'AS Varèse un contrat de six mois avec option pour une année supplémentaire.